# Cuca (Luanda)
Cuca é um bairro angolano que se localiza na província de Luanda, pertencente ao município de Hoji-ya-Henda.